# Them Eyes
Them Eyes è un cortometraggio muto del 1919 diretto e interpretato da Ben F. Wilson (come Ben Wilson). Interprete femminile, era l'attrice Neva Gerber.

## Produzione
Il film fu prodotto dalla Nestor Film Company e dall'Universal Film Manufacturing Company.

## Distribuzione
Distribuito dall'Universal Film Manufacturing Company, il film - un cortometraggio di una bobina - uscì nelle sale cinematografiche statunitensi il 17 febbraio 1919.